# District de Songjiang
Le district de Songjiang (松江区 ; pinyin : Sōngjiāng Qū) est une subdivision de la municipalité de Shanghai en Chine.
Il possède de nombreux campus d'universités, dont un des campus de l'université de Donghua.

## Transport
- La ligne 9 du métro de Shanghai traverse ce district.
- Tramway de Songjiang

## A voir
- Église de l'Immaculée-Conception de Zhang Pu
- Colline de Sheshan
- Parc aquatique Maya Beach de Shanghai
- Happy Valley de Shanghai